# Little Bell Island
Little Bell Island is een onbewoond eiland van 0,32 km² dat deel uitmaakt van de Canadese provincie Newfoundland en Labrador. Het ligt in Conception Bay aan de oostkust van Newfoundland.

## Geografie
Little Bell Island is 1,1 km lang en heeft een maximale breedte van 480 m. Het eiland ligt in het zuidoostelijke deel van Conception Bay, een grote baai van het zuidelijke schiereiland Avalon. 
Little Bell Island is het op twee na grootste eiland van de eilandarme baai. De naam verwijst naar het veel grotere Bell Island dat zo'n 3,5 km verder noordwaarts ligt. Het ligt op zijn beurt 3,5 km ten noorden van Conception Bay South, een gemeente die deel uitmaakt van de Metropoolregio St. John's, en ten noordoosten van Kellys Island.